# بخش نوورژفسکی
بخش نوورژفسکی (به لاتین: Novorzhevsky District) یک منطقهٔ مسکونی در روسیه است که در استان پسکوف واقع شده‌است.